# Marko Valok
Marko Valok (Surčin, 1927. március 5. – 2024. szeptember 29.) jugoszláv válogatott szerb labdarúgó, csatár, edző. A burmai (1959–1963) és a jugoszláv (1977) válogatott szövetségi kapitánya.

## Pályafutása

### Klubcsapatban
1947-ben a Napredak Kruševac, 1947 és 1959 között a Partizan labdarúgója volt. A Partizan csapatával egy jugoszláv bajnoki címet és három kupagyőzelmet ért el. 1950-es idényben 17 góllal bajnoki gólkirály lett.

### A válogatottban
1949–50-ben hat alkalommal szerepelt a jugoszláv válogatottban ás három gólt szerzett.

### Edzőként
1959 és 1963 között a burmai válogatott szövetségi kapitánya volt. 1963–64-ben és 1965-ben a Partizan, 1969–70-ben a Sloboda Titovo Užice, 1971–72-ben a Galenika Zemun, 1976–77-ben a Budućnost Titograd vezetőedzőjeként tevékenykedett.
1977–78-ban a jugoszláv válogatott szövetségi kapitánya volt. A két 1978-as mérkőzésen megbízottként irányította a válogatott munkáját.
1979-ben az amerikai Philadelphia Fury, 1979–80-ban a Vojvodina, 1981-ben a Borac Banja Luka, 1981–82-ben a Teteks, 1982–83-ban a török Adana Demirspor, 1984-ben a Rad vezetőedzőjeként dolgozott.

## Sikerei, díjai

### Játékosként
Partizan
- Jugoszláv bajnokság (Prva liga)
  - bajnok: 1948–49
  - gólkirály: 1950 (17 gól)
- Jugoszláv kupa (Kup Maršala Tita)
  - győztes (3): 1952, 1954, 1957

### Edzőként
Partizan
- Jugoszláv bajnokság (Prva liga)
  - bajnok: 1964–65

## Statisztika

### Mérkőzései a jugoszláv válogatottban
| Jugoszlávia | Jugoszlávia          | Jugoszlávia                | Jugoszlávia | Jugoszlávia | Jugoszlávia   | Jugoszlávia  | Jugoszlávia | Jugoszlávia |
| #           | Dátum                | Helyszín                   | Hazai       | Eredmény    | Vendég        | Kiírás       | Gólok       | Esemény     |
| ----------- | -------------------- | -------------------------- | ----------- | ----------- | ------------- | ------------ | ----------- | ----------- |
| 1.          | 1949. június 19.     | Oslo, Ullevaal Stadion     | Norvégia    | 1 – 3       | Jugoszlávia   | barátságos   | -           |             |
| 2.          | 1949. szeptember 18. | Tel-Aviv, Makkabi stadion  | Izrael      | 2 – 5       | Jugoszlávia   | barátságos   | 2           | 15' 37'     |
| 3.          | 1949. október 9.     | Belgrád, JNA-stadion       | Jugoszlávia | 1 – 1       | Franciaország | vb-selejtező | -           |             |
| 4.          | 1950. szeptember 3.  | Stockholm, Råsunda Stadion | Svédország  | 1 – 2       | Jugoszlávia   | barátságos   | 1           | 13' 74'     |
| 5.          | 1950. szeptember 7.  | Helsinki, Olimpiai Stadion | Finnország  | 3 – 2       | Jugoszlávia   | barátságos   | -           | 68'         |
| 6.          | 1950. október 8.     | Bécs, Práter-stadion       | Ausztria    | 7 – 2       | Jugoszlávia   | barátságos   | -           |             |
|             | Összesen             |                            |             | 6           | mérkőzés      |              | 3           | gól         |

### Mérkőzései jugoszláv szövetségi kapitányként
| Jugoszlávia | Jugoszlávia        | Jugoszlávia                              | Jugoszlávia  | Jugoszlávia | Jugoszlávia   | Jugoszlávia  | Jugoszlávia | Jugoszlávia |
| #           | Dátum              | Helyszín                                 | Hazai        | Eredmény    | Vendég        | Kiírás       | Gólok       | Esemény     |
| ----------- | ------------------ | ---------------------------------------- | ------------ | ----------- | ------------- | ------------ | ----------- | ----------- |
| 1.          | 1977. június 26.   | Belo Horizonte, Estádio Mineirão         | Brazília     | 0 – 0       | Jugoszlávia   | barátságos   | -           |             |
| 2.          | 1977. július 3.    | Buenos Aires, La Bombonera               | Argentína    | 1 – 0       | Jugoszlávia   | barátságos   | -           |             |
| 3.          | 1977. október 5.   | Budapest, Népstadion                     | Magyarország | 4 – 3       | Jugoszlávia   | barátságos   | -           |             |
| 4.          | 1977. november 13. | Bukarest, Steaua Stadion                 | Románia      | 4 – 6       | Jugoszlávia   | vb-selejtező | -           |             |
| 5.          | 1977. november 16. | Szaloniki, Kleánthisz Vikelídisz stadion | Görögország  | 0 – 0       | Jugoszlávia   | Balkán-kupa  | -           |             |
| 6.          | 1977. november 30. | Belgrád, Crvena zvezda Stadion           | Jugoszlávia  | 0 – 1       | Spanyolország | vb-selejtező | -           |             |
| 7.          | 1978. április 5.   | Teherán, Arjamehr Stadion                | Irán         | 0 – 0       | Jugoszlávia   | barátságos   | -           |             |
| 8.          | 1978. május 18.    | Róma, Olimpiai Stadion                   | Olaszország  | 0 – 0       | Jugoszlávia   | barátságos   | -           |             |
|             | Összesen           |                                          |              | –           | mérkőzés      |              | –           | gól         |